# Fernando Ricksen
Fernando Jacob Hubertina Hendrika Ricksen (Heerlen, 27. srpnja 1976. – Airdrie, 18. rujna 2019.), bio je nizozemski nogometaš i nogometni reprezentativac.
Od 2000. do 2006. nastupao je za škotski klub Rangers iz Glasgowa.